# José Luis Figueroa Martínez
José Luis Figueroa Martínez (21 de octubre de 1970) es un deportista puertorriqueño que compitió en judo. Ganó una medalla de bronce en el Campeonato Panamericano de Judo de 1996 en la categoría de –78 kg.
Participó en dos Juegos Olímpicos de Verano en los años 1996 y 2000, su mejor actuación fue un decimotercer puesto logrado en Sídney 2000 en la categoría de –81 kg.

## Palmarés internacional
| Campeonato Panamericano | Campeonato Panamericano | Campeonato Panamericano | Campeonato Panamericano |
| Año                     | Lugar                   | Medalla                 | Categoría               |
| ----------------------- | ----------------------- | ----------------------- | ----------------------- |
| 1996                    | San Juan (Puerto Rico)  | Medalla de bronce       | –78 kg                  |